# 卞庭實
卞庭實（朝鮮語: 변정실）は、高麗の学者であり、朝鮮氏族の草溪卞氏の始祖である。
中国唐天宝年間に禮部尚書を務めた卞源が743年に八学士の一人として、『孝経』などを持って新羅に派遣され、卞源の子孫が卞庭實である。
卞庭實は、成宗の時に文科及第、門下侍中を務め、八溪君に封ぜられた。